# Theodor Andrei
Theodor Andrei (/ˈte.odoɾ anˈdɾej/) est un chanteur roumain né le 9 octobre 2004 à Bucarest en Roumanie.

Il représente la Roumanie au Concours Eurovision de la chanson 2023, avec sa chanson D.G.T. (Off and On).

## Biographie
Theodor Andrei se fait connaître en 2017 en participant à la première saison du télé-crochet Vocea României Junior dans l'équipe du coach Marius Moga, où il atteint la demi-finale. 

Il participe en 2020 à la neuvième saison d'X Factor Roumanie, où il se fait éliminer à l'issue des bootcamps,.
En décembre 2022, il est annoncé comme faisant partie des douze candidats présélectionnés pour participer à l'édition 2023 de Selecția Națională, la sélection nationale roumaine pour l'Eurovision. Sa chanson, intitulée D.G.T. (Off and On), figurait déjà sur son album, en duo avec Luca Udănețeanu; elle a donc été republiée pour l'occasion, en version soliste de 3 minutes, afin de correspondre au règlement.

Le 11 février 2023, il sort vainqueur de la sélection nationale, et représente par conséquent la Roumanie au Concours Eurovision de la chanson 2023, à Liverpool au Royaume-Uni. Il interprète sa chanson lors de la deuxième demi-finale le 11 mai mais il n'est pas qualifié pour la finale.

### À l'Eurovision
Theodor a participé à la première moitié de la seconde demi-finale, le jeudi 11 mai 2023, où il est arrivé en 15eme position, il ne s'est donc pas qualifié pour la Grande Finale.

## Discographie

### Albums studio
- 2022 – Fragil

### Singles
- 2017 – Young and Sweet
- 2018 – Și dacă azi zâmbesc
- 2019 – Stelele de pe cer
- 2019 – Nu te mira ca nu te place
- 2020 – Nu le place
- 2020 – Nu mai vreau sentimente (avec Oana Velea)
- 2020 – Beatu' asta fire
- 2020 – Crăciunul ăsta
- 2021 – Genul meu
- 2021 – Selectiv
- 2021 – Tatuaj
- 2022 – Ţigări mentolate (avec Valentina)
- 2022 – Prigoria Teen Fest (avec Shtrood)
- 2022 – D.G.T. (Off and On)